# LÜKEX
LÜKEX ist ein Kurzwort für Länder- und Ressortübergreifende Krisenmanagementübung (EXercise) und die Bezeichnung für regelmäßig stattfindende Übungen in der Bundesrepublik Deutschland. Ziel von LÜKEX ist es, das gemeinsame Krisenmanagement des Bundes und der Länder unter Einbeziehung der Kritischen Infrastrukturen (KRITIS) in nationalen Krisen aufgrund von außergewöhnlichen Gefahren- und Schadenslagen auf strategischer Ebene zu verbessern. Es üben auf staatlicher Seite also Bundesressorts und nachgeordnete Behörden sowie auf Landesebene die Innenministerien und die Ressorts, die beim jeweiligen Szenario einbezogen sind.
Die vom Bundesamt für Bevölkerungsschutz und Katastrophenhilfe (BBK) nach Vorgaben des Bundesministerium des Innern und für Heimat  in Zusammenarbeit mit den Bundesländern geplanten LÜKEX-Übungen sind Teil einer Serie nationaler Krisenmanagement-Übungen, die die Wirksamkeit der „Neue Strategie zum Schutz der Bevölkerung“ (beschlossen im Jahr 2002) erproben sollen. Sie knüpfen unter veränderten Bedingungen an die NATO-„WINTEX-Übungen“ an, die bis 1989 regelmäßig vor dem Hintergrund des Ost-West-Konflikts stattfanden und in dem Teilbereich „CIMEX“ neben dem militärischen Teil wesentliche Komponenten der „Zivilen Verteidigung“ enthielten.
Es wird vorrangig die allgemeine Organisation auf Regierungsebene und die Zusammenarbeit verschiedener Bundesländer mit den Bundesministerien geübt. Die LÜKEX ist eine Übung auf strategisch-administrativer Ebene, d. h. es üben die aufgerufenen Krisenstäbe, ohne dass operative Einheiten eingesetzt werden. Die mehrtägigen Übungen haben gezielt die strategische Bewältigung von längerdauernden Schadenslagen zum Ziel und trainieren vor allem die übergreifende Zusammenarbeit und Kommunikation zwischen Ministerien und Behörden auf Bundes- sowie Landesebene, Betreibern Kritischer Infrastrukturen und Hilfsorganisationen. Auch die Bundeswehr kann in die Übung einbezogen sein, wenn es im Szenario zum Anfordern der Amtshilfe (nach Artikel 35 Grundgesetz) kommen kann.

## Ablauf
Die Übung findet etwa alle zwei Jahre statt. In jedem Übungszyklus gibt es verschiedene Phasen, die durchlaufen werden.
Nach der Planungsphase, in der in einem politischen Prozess das Thema bzw. das Szenario der nächsten Übung festgelegt wird, folgt eine aufwendige Vorbereitung mit der ausführlichen Recherche und fachlichen Abstimmung des jeweiligen Übungsszenarios. Diese Szenarien sind realistisch gestaltet, um die Übungskünstlichkeit möglichst gering zu halten. Um möglichst intensiv das Krisenmanagement aller Übungsbeteiligten zu fordern, werden Worst-Case-Szenarien erstellt, die extrem unwahrscheinlich sind. Die Phase der Vorbereitung macht den zeitlich intensivsten Teil der Übung aus. In dieser Zeit, vor der eigentlichen Übungsdurchführung, bilden sich bereits übergreifende Netzwerke, in denen die Krisenmanagement-Strukturen gefestigt werden. Dazu gibt es viele fachspezifische Veranstaltungen, wie etwa die Thementage. Dort kommt die große „LÜKEX-Community“ zusammen. Die Ergebnisse dieser Fachkonferenzen werden vom BBK veröffentlicht.
Die eigentliche Übungsdurchführung beginnt mit dem Zeitpunkt der Planbesprechungen einige Wochen vor den zwei Übungstagen. Die Übungsteilnehmer haben darin die Möglichkeit, sich mit der Entwicklung vertraut zu machen. Bereits hier gibt es die fiktive Übungslage. Es wird eine Rahmenhandlung aufgebaut, die die vorbereitete Besetzung der Krisenstäbe realistisch erscheinen lässt. Sobald diese am ersten Übungstag die Arbeit aufnehmen, werden dann die speziellen Lagen eingespielt. Ein besonderes Merkmal der LÜKEX ist, dass die real handelnden Personen in den Krisenstäben zusammenkommen, also bis hin zur obersten Entscheidungsebene der Staatssekretäre in den realen Krisenstabsräumen während der Übung verteilt in den Ministerien und Behörden vor Ort geübt wird. Ein Hauptaspekt der Übung ist die Beübung und Verbesserung des Informationsaustauschs zwischen den Akteuren, der Entscheidungsfindung, der Kommunikationswege sowie die Prognosefähigkeit.
Die Übung wird durch die Zentrale Übungssteuerung (ZÜST) in der Bundesakademie für Bevölkerungsschutz und Zivile Verteidigung des BBK in Bad Neuenahr-Ahrweiler geleitet, unterstützt durch untergeordnete örtliche Übungsleitungen. Deren Aufgabe ist es, die Einspielungen zu koordinieren und die Umsetzung zu organisieren sowie die entsprechende Reaktion zu kontrollieren. Zur Unterstützung der Übungen wurde die web-basierte Software „AURIGA“ entwickelt, diese löst den Vorgänger „deNIS IIüsa“ („ÜSA“ = Übungs-Steuerungs-Anwendung) ab. AURIGA ermöglicht es, das für die Übung erstellte Drehbuch darzustellen, die Entwicklung der Übungslage zu verfolgen, den Übungsablauf zu dokumentieren und zu bewerten sowie den Ablauf anschließend fachgerecht auszuwerten.
Gezielt für die Übung im Vorfeld oder während der laufenden Übung erstellte fiktive Medieninhalte (TV-Nachrichtensendungen, Radio-Sendungen, Zeitungsartikel) und eingespielte Anfragen von Medienvertretern sorgen für eine realistische Atmosphäre in den übenden Führungsgruppen. Zudem wird eine Simulation von Social-Media-Kanälen aufgebaut, in der Rollenspieler die Bevölkerung darstellen, um in Kombination mit den fiktiven Medieninhalten einen möglichst realistischen Mediendruck zu erzeugen.
Im Nachgang der Übungsdurchführung findet eine nachhaltig angelegte Auswertung der Übung statt. Zunächst in der Verantwortung der teilnehmenden Akteure wird die Übung detailliert ausgewertet. Jeder Teilnehmer hat dabei die Chance, seine Tätigkeit zu reflektieren. Die Gesamtauswertung, die das BBK zusammenträgt, bringt Impulse für die weitere Ausbildung von Krisenstäben und die Strategien auf Bundes- und Landesebene. Die übergreifenden Ergebnisse und Übungserkenntnisse werden im Sinne der Nachhaltigkeit veröffentlicht.

## Übungsszenarien
Die bisherigen Übungen umfassten folgende Szenarien:
| Jahr                              | Bedrohungslage |
| --------------------------------- | --- |
| 2023                              | Cyber-Angriff auf Regierungshandeln |
| 2021                              | Cyber-Angriff auf Regierungshandeln auf Grund der COVID-19-Pandemie auf November 2022, dann wegen des Russischen Überfall auf die Ukraine auf September 2023 verschoben |
| 2018                              | Gasmangellage in Süddeutschland |
| 2015                              | Sturmflut an der Nordsee (wegen der Flüchtlingskrise abgesagt) |
| 2013                              | Biologische Bedrohung (durch Lebensmittel übertragene, virale Epidemie)                                                                                                 |
| 2011                              | Cyber-Terrorismus, Infizierung wichtiger IT-Systeme durch PC-Viren |
| 2009 / 2010 (27./28. Januar 2010) | großflächige, terroristische CBRN-Bedrohung (Schmutzige Bombe) |
| 2007                              | Grippe-Pandemie |
| 2005                              | Gefahrenquellen durch Weltmeisterschaft / Großveranstaltungen |
| 2004                              | Winterliche Extremwetterlage mit großflächigem Stromausfall |

Bund und Länder hatten angesichts der steigenden Flüchtlingszahlen die für November 2015 geplante Sturmflut-Übung abgesagt.
Alle Beteiligten seien sich einig, dass für einen Stresstest aktuell keine weiteren Kräfte gebunden werden sollten. Das meldete das Bundesamt für Bevölkerungsschutz und Katastrophenhilfe.